# Spradau
Spradau ist ein Ortsteil der Gemeinde Winkelsett, die zur Samtgemeinde Harpstedt im niedersächsischen Landkreis Oldenburg gehört.

## Geografie und Verkehrsanbindung
Spradau liegt südwestlich des Kernortes Winkelsett, südwestlich des Kernortes Harpstedt und südöstlich des Stadtkerns von Wildeshausen.
Am östlichen Ortsrand fließt die Katenbäke, ein rechtsseitiger Nebenfluss der Hunte, die westlich fließt.

## Geschichte
Spradau wurde 1321 erstmals als „Spredove“ urkundlich genannt. In den Hoyer Lehnsregistern von vor 1346 wird die Siedlung als „Spradowe“ angeführt.